# Hoplophoneus
Hoplophoneus es un género extinto de mamíferos carnívoros de la familia Nimravidae que vivieron en Norteamérica durante el Eoceno-Oligoceno (hace 38—33,3 millones de años). Existiendo durante aproximadamente 4,7 millones de años.

## Taxonomía

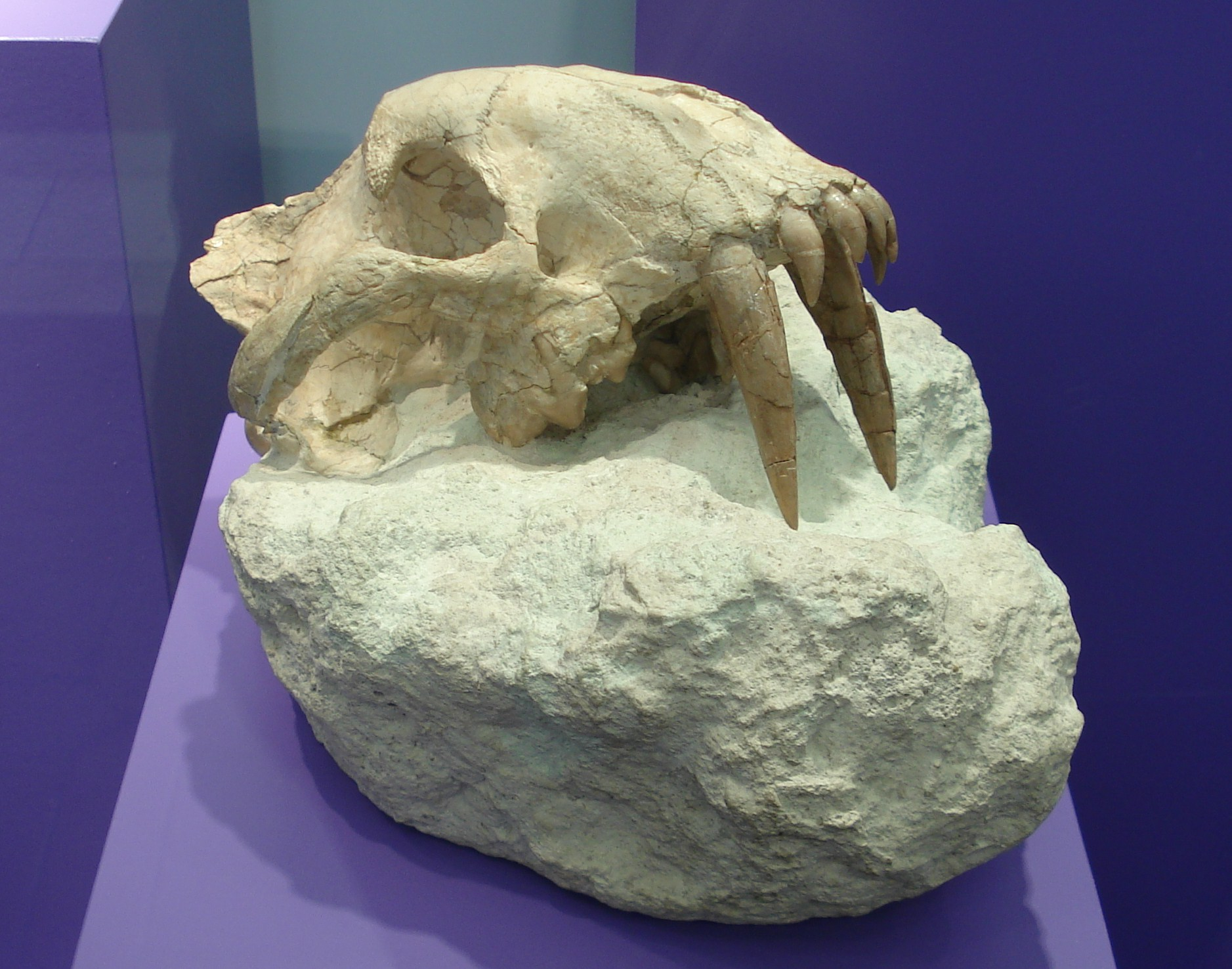
Cráneo de Hoplophoneus primaevus.

Hoplophoneus fue descrito por Cope (1874). Fue sinonimizado subjetivamente con Drepanodon por Palmer (1904), y Scott y Jepsen (1936). Fue asignado a Hoplophoneinae por Flynn y Galiano (1982); a Nimravinae por Bryant (1991); y a Nimravidae por Cope (1874), Simpson (1941), Hough (1949) y Martin (1998).

## Características

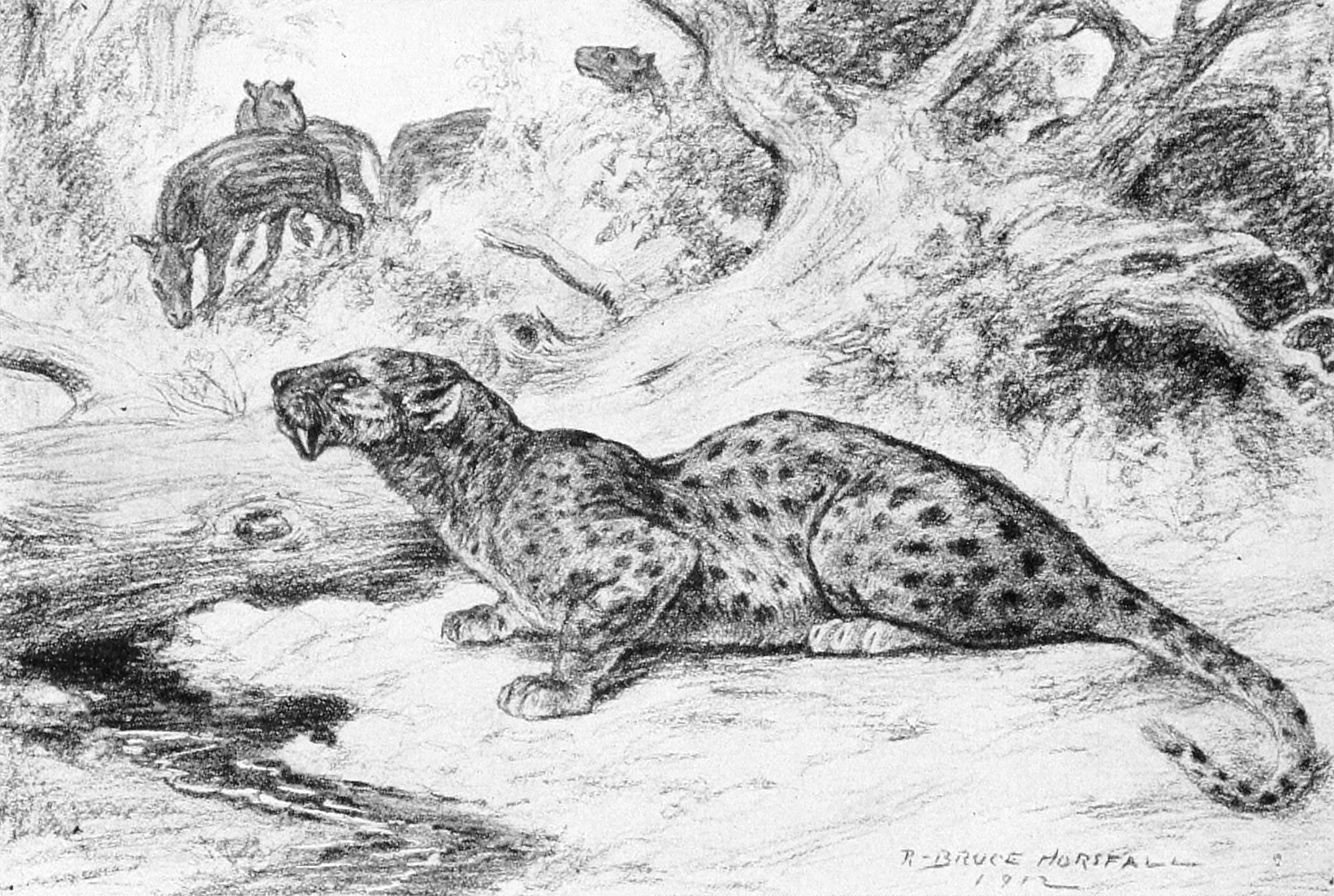
Hoplophoneus.

Hoplophoneus era similar a los félidos, aunque no lo eran. La estructura de los huesos del oído interno son diferentes; los félidos tienen una estructura externa denominada bulla auditiva separada por un tabique en dos cámaras; los nimrávidos carecen de bulla. Poseían además un surco en la mandíbula inferior donde se acomodaban los largos caninos en forma de sable de la mandíbula superior. Tenía el tamaño de un leopardo, con un cuerpo robusto y patas cortas.
El espécimen más grande que se conoce fue examinado por Sorkin (2008) para establecer su masa corporal, la cual se estimó en 160 kilogramos.